# Jan Ullrich
Jan Ullrich (Rostock, 1973. december 2. –) német profi kerékpáros. 1997-ben az első német Tour de France-győztes lett. Sokan örök másodikként emlegetik, mivel győzelme után egy negyedik (2004) és öt második helyet ért el. 2006-ban, a már bombaformájú, versenyre kiélezett bringást eltiltották az indulástól. Ezek után 2007-ben hivatalosan is bejelentette visszavonulását.
Sokak szerint az egyik legelszántabb versenyző, aki hatalmas erőket mozgósít céljai eléréséhez. Ugyanakkor híres a versenyszezonok közötti edzés-kihagyásairól, és a féktelen bulikról. Ennek tudható be többek közt a 2002 júliusában a vérében talált amfetamin-származék.
Stílusára jellemző, hogy nagy áttételeken teker, és nem áll ki a nyeregből. Így iramváltásokat se tudott elérni. Viszont ha egy sebességre ráült, azt a hegy tetejéig, bármilyen meredeken képes volt tartani. Ezt használta ki többször is Lance Armstrong.
2012 februárjában a nemzetközi Sportdöntőbíróság formális kétéves eltiltással, valamint a 2005 májusa után elért eredményeinek (ezek között a Tour de France-on elért harmadik helyezés) törlésével sújtotta.